# Наохреби
Наохреби (груз. ნაოხრები) — село в Грузии, на территории Ахалцихского муниципалитета края (мхаре) Самцхе-Джавахети.

## География
Село находится в южной части Грузии, на правом берегу реки Поцхови, на расстоянии приблизительно 9 километров (по прямой) к юго-западу от города Ахалцихе, административного центра муниципалитета. Абсолютная высота — 1182 метра над уровнем моря.

## Население
По результатам официальной переписи населения 2014 года, в Наохреби проживало 488 человек (225 мужчин и 263 женщины). В национальной структуре населения армяне составляли 99,6 %, абхазы — 0,2 %, грузины — 0,2 %.
| Год  | Население, человек |
| ---- | ------------------ |
| 2002 | 748                |
| 2014 | ↘ 488              |